# Niżni Łomow
Niżni Łomow – miasto w Rosji, w obwodzie penzeńskim, 109 km na północny zachód od Penzy. W 2009 liczyło 23 221 mieszkańców. Istnieje wieś Wierchni (tzn. Górny) Łomow, obydwie miejscowości leżą nad rzeką Łomow.